# Henriette Hirschfeld-Tiburtius

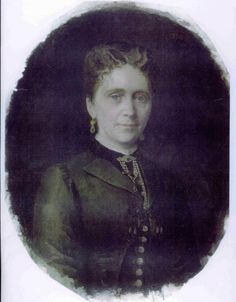
Henriette Hirschfeld-Tiburtius

Henriette Hirschfeld-Tiburtius, född 14 februari 1834 i Westerland på Sylt, död 25 augusti 1911 i Berlin, var en tysk tandläkare. Hon blev 1869 den första kvinnliga tandläkaren i Tyskland som utexamineras från en tandläkarskola. Hon avlade examen i USA och fick sedan tillstånd att praktisera i Tyskland. Hon blev även den första kvinna som avlade tandläkarexamen i USA efter universitetsstudier, eftersom Lucy Hobbs Taylor avlade sin examen utan att ha studerat på högskola.